# Шаванн, Ирена фон
Ирена фон Шаванн (нем. Irene von Chavanne; 18 апреля 1863, Грац — 26 декабря 1938, Дрезден) — немецкая оперная певица (контральто).

## Биография
Дочь офицера. Первоначально обучалась у В. А. Реми игре на фортепиано, затем переключилась на вокал. Училась в Вене у Иоганнеса Ресса, затем в Дрездене в школе вокалистов Аделины Пасхалис и в Париже у Дезире Арто; часть обучения фон Шаванн финансировала австрийская императрица Елизавета.
В 1885 году дебютировала в Дрезденской опере в партии Орсини в опере Гаэтано Доницетти «Лукреция Борджиа». В 1905 году стала первой исполнительницей партии Иродиады в опере Рихарда Штрауса «Саломея». Пела также на премьерах опер Феликса Дрезеке, Августа Бунгерта, Лео Блеха, «Манру» Игнаца Падеревского (1901) и «Молоха» Макса фон Шиллингса (1906). Дрезденская премьера «Самсона и Далилы» Камиля Сен-Санса в 1900 году прошла с таким успехом, что Ирену фон Шаванн пригласили исполнить партию Далилы в парижской Гранд-Опера, от чего она, однако, отказалась. Как приглашённая солистка пела в Вене, Лейпциге и Берлине.
Среди основных партий — Азучена в «Трубадуре» Джузеппе Верди, Амнерис в его же «Аиде», Ортруд в «Лоэнгрине» Рихарда Вагнера, Клитемнестра в «Электре» Рихарда Штрауса. Выступала и как камерная певица (молодой Ферруччо Бузони, чей вокальный цикл она исполнила, назвал фон Шаванн «прекраснейшим контральто на свете»). Изредка пела также в оперетте. С 1915 года на пенсии.

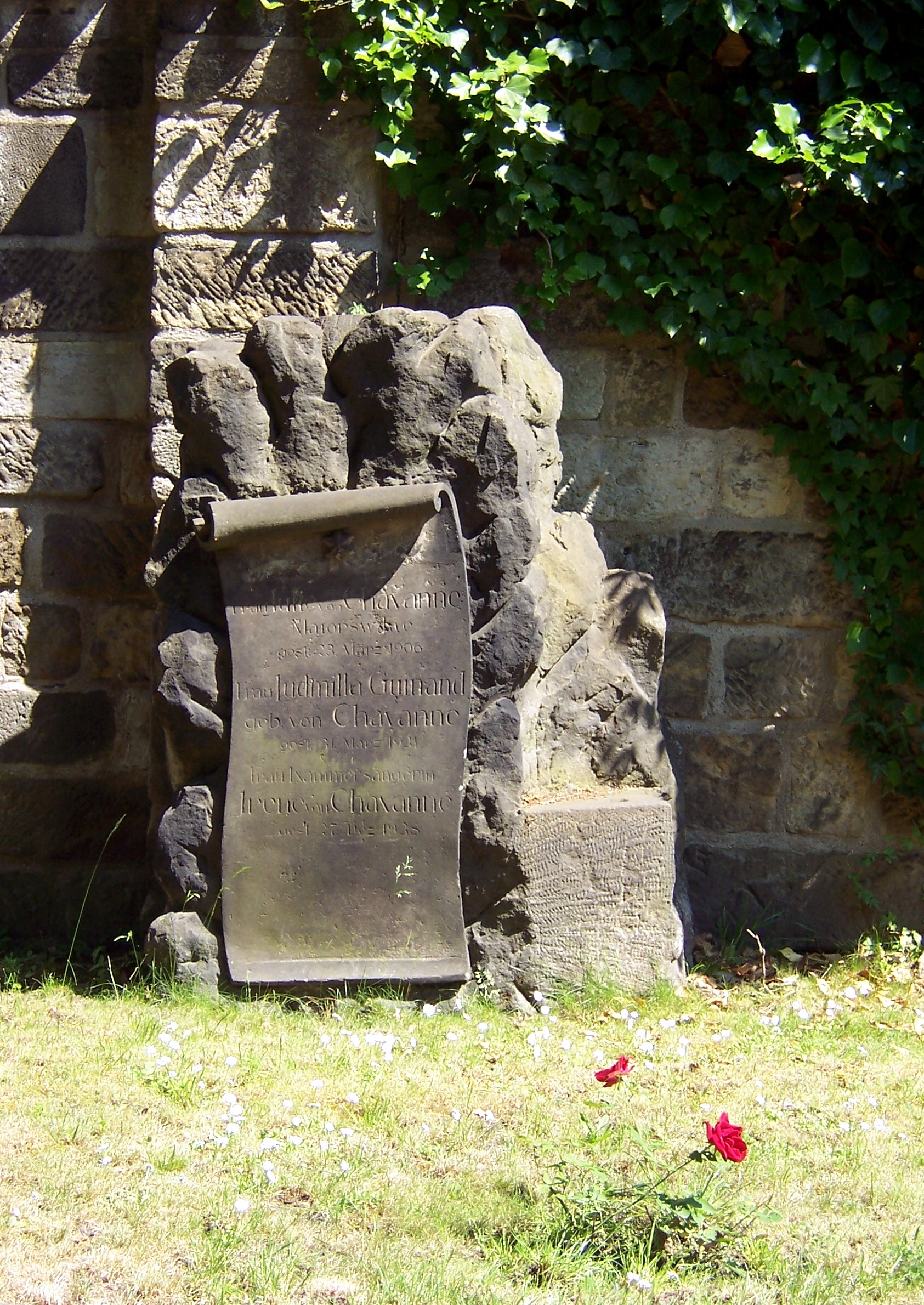
Могила Ирены фон Шаванн на Старом католическом кладбище в Дрездене